# Giorgio De Stefani
Giorgio De Stefani (24 de febrero de 1904 - 22 de octubre de 1992) fue un jugador de tenis y dirigente deportivo italiano durante los años 1920 y 1930. Fue el primer italiano en alcanzar una final de un torneo de Grand Slam.
Una particularidad de su juego es que era ambidiestro y cambiaba la raqueta de mano en mano, por lo que nunca pegaba a la pelota de revés. Su pretensión de usar dos raquetas a la vez obligó a crear una regla en 1931 que prohibía el uso de dos raquetas al mismo tiempo.
En su carrera de dirigente deportivo fue presidente de la Federación Internacional de Tenis en tres ocasiones (1955–56; 1962–63; 1967–69) y fue miembro del Comité Olímpico Internacional desde 1951.

## Torneos de Grand Slam

### Finalista Individuales
| Año  | Torneo             | Oponente en la final | Resultado       |
| 1932 | Campeonato Francés | Henri Cochet         | 0-6 4-6 6-4 3-6 |